# Bajos de Haina
Bajos de Haina, bekannt als Haina, ist eine Gemeinde in der Dominikanischen Republik. Sie ist eine von acht Gemeinden der Provinz San Cristóbal und hat 67.117 Einwohner (Zensus 2010) in der städtischen Siedlung. In der gesamten Gemeinde Bajos de Haina leben 124.193 Einwohner.

## Geschichte
In den Jahren 1960 und 1970 wurde Bajos de Haina als Gemeindebezirk in die Provinz San Cristóbal eingeteilt. 1981 wurde Bajos de Haina eine eigene Gemeinde.

## Wirtschaft
In jüngster Zeit ist die Gemeinde Haina eine der am schnellsten wachsenden regionalen Wirtschaftsräume innerhalb der Dominikanischen Republik. Die lokale Raffinerie und die zona franca oder zollfreie Zone gehören zu den wichtigsten Quellen für Arbeitsplätze in der gesamten Provinz. Die Stadt gehört zur erweiterten Metropolregion von Santo Domingo.

## Umweltprobleme
Bajos de Haina wurde 2006 von der US-amerikanischen Umweltgruppe Blacksmith Institute als einer der zehn am stärksten verschmutzten Orte der Erde genannt. Die Verschmutzung wurde von einer lokalen Industrieanlage mit unsachgemäßen Batterie-Recyclings verursacht. Die extrem erhöhten Bleiwerte führten zur Bezeichnung als Tschernobyl der Dominikanischen Republik.
Zwischen Dezember 2008 und März 2009 führte Blacksmith die Sanierung durch und koordinierte die Entfernung von über 6.000 Kubikmetern kontaminierter Erde von dem Gelände, das in einen lokalen Park umgewandelt wurde. Nach der Sanierung und einer Reihe von Aufklärungskampagnen in der Gemeinde sind die Bleiwerte deutlich gesunken und liegen nun auf einem akzeptablen Niveau. Haina steht nicht mehr auf Blacksmiths Liste der am stärksten verschmutzten Orte der Welt.

## Persönlichkeiten
- Rubby Pérez (1956–2025), Merengue-Sänger